# Saint-André-de-Bâgé
Saint-André-de-Bâgé és un municipi francès situat al departament de l'Ain i a la regió d'Alvèrnia-Roine-Alps. L'any 2007 tenia 551 habitants.

## Demografia

### Població
El 2007 la població de fet de Saint-André-de-Bâgé era de 551 persones. Hi havia 206 famílies de les quals 36 eren unipersonals (20 homes vivint sols i 16 dones vivint soles), 75 parelles sense fills, 83 parelles amb fills i 12 famílies monoparentals amb fills.
La població ha evolucionat segons el següent gràfic:
Habitants censats

### Habitatges
El 2007 hi havia 217 habitatges, 204 eren l'habitatge principal de la família, 5 eren segones residències i 8 estaven desocupats. 204 eren cases i 11 eren apartaments. Dels 204 habitatges principals, 184 estaven ocupats pels seus propietaris i 21 estaven llogats i ocupats pels llogaters; 1 tenia una cambra, 2 en tenien dues, 15 en tenien tres, 56 en tenien quatre i 131 en tenien cinc o més. 201 habitatges disposaven pel capbaix d'una plaça de pàrquing. A 56 habitatges hi havia un automòbil i a 140 n'hi havia dos o més.

### Piràmide de població
La piràmide de població per edats i sexe el 2009 era:
| Homes | Edats   | Dones |
| ----- | ------- | ----- |
| 0     | 95 o +  | 0     |
| 0     | 90 a 94 | 0     |
| 0     | 85 a 89 | 4     |
| 4     | 80 a 84 | 0     |
| 8     | 75 a 79 | 4     |
| 8     | 70 a 74 | 8     |
| 4     | 65 a 69 | 8     |
| 8     | 60 a 64 | 12    |
| 4     | 55 a 59 | 4     |
| 28    | 50 a 54 | 12    |
| 28    | 45 a 49 | 36    |
| 28    | 40 a 44 | 36    |
| 28    | 35 a 39 | 12    |
| 12    | 30 a 34 | 20    |
| 12    | 25 a 29 | 16    |
| 8     | 20 a 24 | 4     |
| 32    | 15 a 19 | 8     |
| 24    | 10 a 14 | 20    |
| 12    | 5 a 9   | 8     |
| 0     | 0 a 4   | 16    |

## Economia
El 2007 la població en edat de treballar era de 381 persones, 295 eren actives i 86 eren inactives. De les 295 persones actives 284 estaven ocupades (148 homes i 136 dones) i 11 estaven aturades (4 homes i 7 dones). De les 86 persones inactives 41 estaven jubilades, 23 estaven estudiant i 22 estaven classificades com a «altres inactius».

### Ingressos
El 2009 a Saint-André-de-Bâgé hi havia 207 unitats fiscals que integraven 554 persones, la mediana anual d'ingressos fiscals per persona era de 21.581 €.

### Activitats econòmiques
Dels 17 establiments que hi havia el 2007, 3 eren d'empreses de fabricació d'altres productes industrials, 4 d'empreses de construcció, 4 d'empreses de comerç i reparació d'automòbils, 1 d'una empresa d'hostatgeria i restauració, 3 d'empreses de serveis i 2 d'empreses classificades com a «altres activitats de serveis».
L'únic servei als particulars que hi havia el 2009 era un restaurant.
L'únic establiment comercial que hi havia el 2009 era una botiga d'electrodomèstics.
L'any 2000 a Saint-André-de-Bâgé hi havia 4 explotacions agrícoles.

## Equipaments sanitaris i escolars
El 2009 hi havia una escola elemental.

## Poblacions més properes
El següent diagrama mostra les poblacions més properes.